# NGC 888
 NGC 888 ist eine Elliptische Galaxie vom Hubble-Typ E1 im Sternbild Horologium am Südsternhimmel. Sie ist schätzungsweise 385 Millionen Lichtjahre von der Milchstraße entfernt und hat einen Durchmesser von etwa 90.000 Lj.
Der Typ-Ia-Supernova-Kandidat SN 2016frs wird hier beobachtet.
Das Objekt wurde am 6. Oktober 1834 von John Herschel entdeckt.